# Benito Milla
Benito Milla (Villena, España, 1918 - Barcelona, ibid., 22 de setiembre de 1987) fue un editor de origen español radicado en Uruguay y posteriormente en Venezuela, fundador de las editoriales Alfa y Monte Ávila.

## Trayectoria[1]
Benito Milla nació en Villena, Alicante, en 1918. A principios de la década de 1930 era Secretario de la Juventud Libertaria de Cataluña. 
La Guerra Civil lo obligó a abandonar el país e ir al exilio. Desde 1945 a 1949 residió en París, donde dirigió el semanario Ruta. Allí también colaboró con otras publicaciones de la comunidad de exiliados españoles, entre ellas el Suplemento Literario de Solidaridad Obrera, que se comenzó a publicar en 1954.
En 1949, parte rumbo a Buenos Aires. Poco tiempo después y motivado por la situación de inestabilidad política que en ese entonces vivía la Argentina a raíz del ascenso al poder del Gral. Juan Domingo Perón, decide trasladarse a Montevideo, donde llegó en una fecha no del todo precisa alrededor de 1951.
En Uruguay, orientó su labor a la animación cultural y al trabajo editorial. A su llegada, inició la actividad de venta de libros con un puesto callejero en la Plaza Libertad, para más tarde abrir su propia librería, Alfa, cuyo local estuvo en la calle Ciudadela 1389.
Un tiempo después, comenzó a editar la revista Deslinde, cuyo primer número salió en agosto de 1956. A lo largo de 16 números publicados hasta que dejó de salir en 1961. Deslinde tuvo, entre sus colaboradores, a escritores de la talla de Albert Camus, Ernesto Sabato, Juan Goytisolo, Octavio Paz, Mario Benedetti, Emir Rodríguez Monegal, Ramón J. Sender, Herbert Read y Hans Magnus Enzensberger, entre otros.
En 1958, junto a Nancy Bacelo, fue el impulsor de la que fue la primera edición de la Feria Nacional del Libro y el Grabado que se realizó en la explanada del Teatro Solís. Ese mismo año, con la apertura de la editorial Alfa, dio inicio también a lo que él mismo llamó "la pequeña aventura editorial". Entre 1958 y 1973, Alfa publicó un total de 186 títulos.
Algunos años después, comenzó a publicar la revista cultural Temas, cuyo primer número salió en abril de 1965. Su secretario de redacción en la revista fue Hugo García Robles. La revista tuvo entre sus colaboradores uruguayos a Emir Rodríguez Monegal, Mario Benedetti e Hiber Conteris, y entre los extranjeros a Hans Magnus Enzensberger y Claribel Alegría, por citar algunos.
En 1967 se mudó a Caracas, donde en 1968 fundó Monte Ávila Editores, dejando a su hijo Leonardo a cargo de sus negocios editoriales en Montevideo.
Finalmente, en 1977, regresó a Barcelona donde, en la última etapa de su vida, dirigió la Editorial Laia. Falleció en esa ciudad el 22 de setiembre de 1987.

## Obra inédita
Milla dejó en custodia de Hugo García Robles una carpeta de poemas que en su carátula llevaba por título La niebla. Habían sido escritos durante la Guerra Civil Española y en su exilio francés. Su voluntad fue que permanecieran inéditos. 